# Joyce McDougall

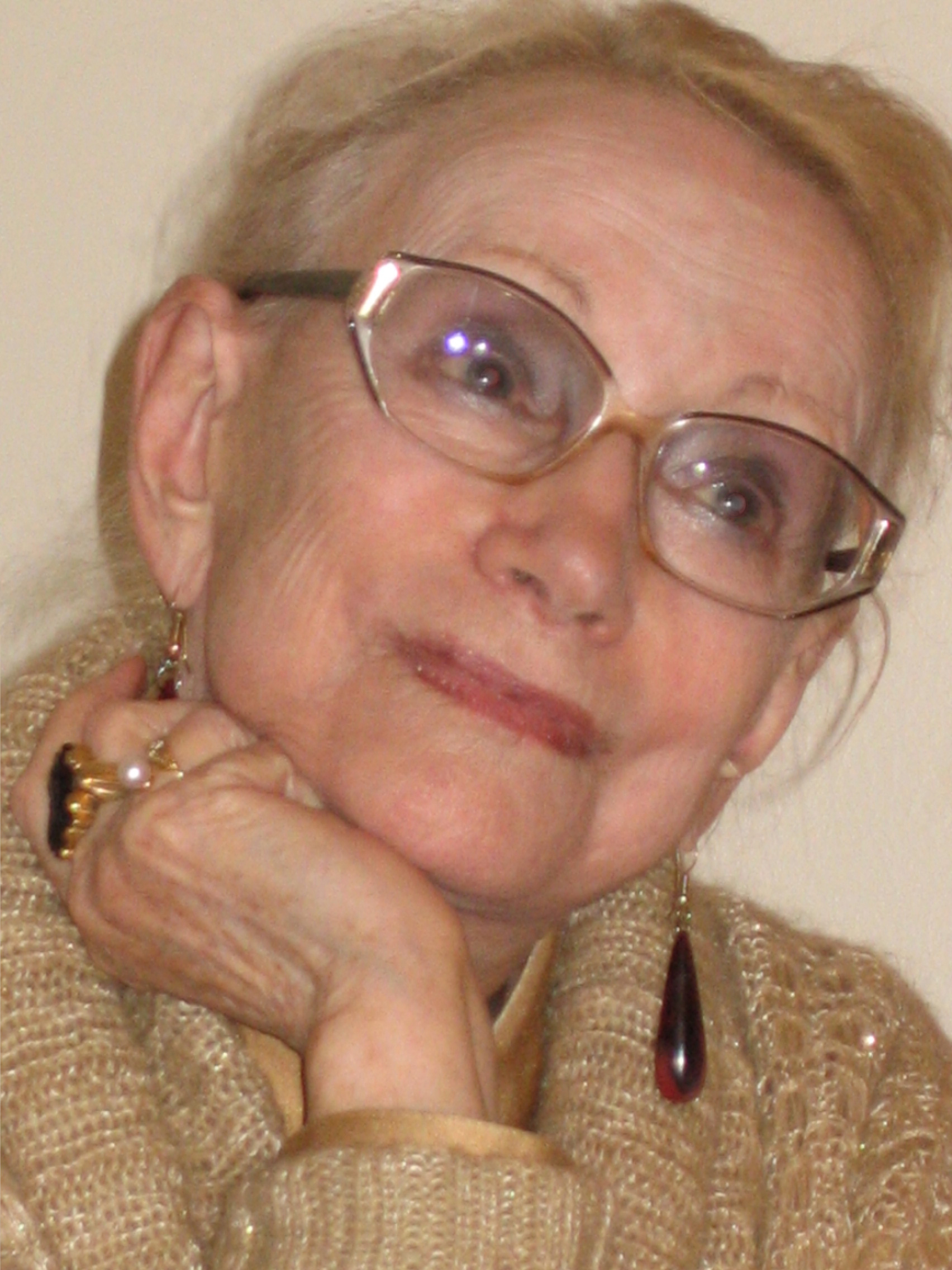

Joyce McDougall (geborene: Hilary Joyce Carrington; * 26. April 1920 in Dunedin, Neuseeland; † 24. August 2011) war eine neuseeländische Psychoanalytikerin, Lehranalytikerin der Société Psychanalytique de Paris (SPP), Mitglied des Center for Advanced Psychoanalytic Studies und der New York Freudian Society, publizierte eine Reihe von Büchern und zahlreiche Aufsätze in psychoanalytischen Zeitschriften und Fachbüchern.

## Leben und Werk
Joyce McDougall wurde als Tochter des Kaufmanns Harold Carrington, einem Neuseeländer, und von Lillian Blackler, einer Engländerin, in Neuseeland geboren, hat eine jüngere Schwester und litt in ihrer Kindheit unter einer despotischen Großmutter. Sie studierte Psychologie in Dunedin und wirkte als Berufs- und Familienberaterin in ihrer Heimatstadt und in Auckland. 1941 heiratete sie Jimmy McDougall, einen Lehrer. 1942 wurde ihr Sohn geboren, drei Jahre später eine Tochter.
1950 übersiedelten die McDougalls nach London, wo Joyce McDougall Studien der Kinderpsychoanalyse bei Anna Freud und der Psychosexualität der Frau bei Donald Winnicott absolvierte. McDougall beschloss, in der bitteren Kontroverse der zwei Flügel der britischen Psychoanalyse nicht Partei zu ergreifen – sie schloss sich der sogenannten Middle Group (umbenannt in Independent Group) an. 1952 erhielt ihr Mann eine Stelle bei der UNESCO und die Familie zog nach Paris. Dort setzte sie ihre Ausbildung bei der SPP fort. Ihre Lehranalytiker waren John Pratt in London sowie Marc Schlumberger und Michel Renard in Paris.
In den 1950er Jahren traf sie den amerikanischen Schriftsteller und Psychoanalytiker Sidney Stewart (1920–1997), der nach der Trennung von Jimmy McDougall ihr Lebenspartner wurde. Sie eröffnete eine kinderanalytische Praxis und führte 1954/55 unter der Supervision von Serge Lebovici die Analyse des neuneinhalbjährigen schizophrenen Sammy durch, dessen Fallgeschichte durch ihr Buch Eine infantile Psychose bekannt wurde.
1961 wurde sie Lehr- und Kontrollanalytikerin der SPP, 1969 deren wissenschaftliche Sekretärin. 
Joyce McDougall wurde maßgeblich von Winnicott und Lacan beeinflusst. Schwerpunkte ihrer Arbeit sind sexuelle Identität, weibliche Homosexualität, Kreativität sowie psychosomatische Störungen. Auch engagierte sie sich für einen Dialog zwischen westlicher Welt und Buddhismus. In ihrem akklamierten Buch Plädoyer für eine gewisse Anormalität schlägt sie die Revision der freudschen Auffassung von Perversion vor. Die klassische Dreiteilung in Neurose, Psychose und Perversion bezeichnet sie als ungeeignet und starr, um sexuelle Störungen zu erklären. Sie prägt den Begriff der Neosexualitäten und bezeichnet damit kreative Lösungen der Selbstheilung. Joyce Mc Dougall sieht jedes sexuelle Verhalten, sei es noch so befremdlich, als Mechanismus des psychischen Überlebens. Sie plädiert für die Akzeptanz von devianten sexuellen Verhaltensmustern und weigert sich, ihre Analysanden einer Norm anzupassen.

## Auszeichnungen
- 2001 Mary S. Sigourney Award

## Schriften (Auswahl)
- Un cas de psychose d'infantile. P.U.F., Paris 1960 (zusammen mit Serge Lebovici)
  - deutsch: Eine infantile Psychose. Kindler, München 1979, ISBN 3-463-00755-X
- Plaidoyer pour une certaine anormalité. Gallimard, Paris 1979.
  - deutsch: Plädoyer für eine gewisse Anormalität. Psychosozial-Verlag, Gießen 2001, ISBN 3-89806-113-2 (EA Frankfurt/M. 1985).
- Théâtre du je. Gallimard, Paris 1982.
  - deutsch: Theater der Seele. Illusion und Wahrheit auf der Bühne der Psychoanalyse. 2. Aufl. Verl. Internat. Psychoanalyse, Stuttgart 1994, ISBN 3-608-95926-2 (EA München 1988).
- Théâtres du corps. Paris 1989.
  - deutsch: Theater des Körpers. Verl. Internat. Psychoanalyse, Weinheim 1991, ISBN 3-621-26534-1.
- The many faces of eros. Norton, New York 1995.
  - deutsch: Die Couch ist kein Prokrustesbett. Zur Psychoanalyse der menschlichen Sexualität. Verl. Internat. Psychoanalyse, Stuttgart 1997, ISBN 3-608-91636-9.